# Red states and blue states
     Victorie pentru republicani la toate cele patru alegeri
     Victorie pentru republicani la trei din cele patru alegeri
     Victorie pentru ambele partide de două ori din cele patru alegeri
     Victorie pentru democrați la trei din cele patru alegeri
     Victorie pentru democrați la toate cele patru alegeri

Rezumatul rezultatelor la nivel de stat ale alegerilor prezidențiale din 2008, 2012, 2016 și 2020
Victorie pentru republicani la toate cele patru alegeri
Victorie pentru republicani la trei din cele patru alegeri
Victorie pentru ambele partide de două ori din cele patru alegeri
Victorie pentru democrați la trei din cele patru alegeri
Victorie pentru democrați la toate cele patru alegeri

Hartă bazată pe ultimele alegeri pentru Senat din fiecare stat din 2022

Red states and blue states este un termen politic din Statele Unite ale Americii care începând cu alegerile prezidențiale din 2000, se referă la statele americane care votează predominant pentru un partid — Partidul Republican în statele colorate cu roșu și Partidul Democrat în statele albastre — la alegerile prezidențiale și alte alegeri la nivel de stat. În schimb, statele unde voturile fluctuează între democrați și republicani sunt cunoscute ca „swing states” sau „state violet”. Examinarea tiparelor din cadrul statelor arată că inversarea bazelor geografice ale celor două partide s-a produs la nivel de stat, dar este mai complicată la nivel local, cu diviziunile urban-rural asociate cu multe dintre cele mai mari schimbări.
Toate statele au un număr considerabil de alegători atât liberali, cât și conservatori, și apar doar cu albastru sau roșu pe harta electorală din cauza sistemului prin care câștigătorul ia tot folosit de majoritatea statelor din Colegiul Electoral. Cu toate acestea, percepția unor state ca fiind „albastre” și unele ca „roșii” a fost întărită de un grad de stabilitate partizană de la alegeri la alegeri — de la alegerile din 2016 până la alegerile prezidențiale din 2020, doar cinci state și-au schimbat „culoarea”; și, către 2020, 35 din 50 de state au votat pentru același partid la fiecare scrutin electoral de când terminologia roșu-albastru a fost popularizată în 2000, doar 15 dintre ele au oscilat între alegerile prezidențiale din 2000 și cele din 2020. Deși multe state roșii și state albastre rămân în aceeași categorie pentru perioade lungi, ele pot trece de la albastru la roșu sau de la roșu la albastru în timp.

Senatorii în funcție. Roșu și albastru indică doi senatori republicani sau, respectiv, doi senatori democrați. Statele violet denotă un republican și un democrat din stat. Dungile albastre deschise denotă un senator independent (care face caucus cu democrații).